# Dinnington, South Yorkshire
Dinnington är en ort i civil parish Dinnington St. John's, i distriktet Rotherham i Storbritannien. Den ligger i grevskapet South Yorkshire och riksdelen England, i den sydöstra delen av landet, 220 km norr om huvudstaden London. Dinnington ligger 116 meter över havet och antalet invånare är 1 607. Dinnington var en civil parish fram till 1954 när blev den en del av Dinnington St Johns. Civil parish hade 7 053 invånare år 1951. Staden nämndes i Domedagsboken (Domesday Book) år 1086, och kallades då Domnitone/Dunintone/Dunnitone.
Terrängen runt Dinnington är huvudsakligen platt. Dinnington ligger uppe på en höjd. Runt Dinnington är det tätbefolkat, med 493 invånare per kvadratkilometer. Närmaste större samhälle är Sheffield, 17,7 km väster om Dinnington. Trakten runt Dinnington består till största delen av jordbruksmark.